# 納萬區
10°50′07″S 77°00′44″W / 10.83528°S 77.01222°W
納萬區（西班牙語：Distrito de Naván），是秘魯的一個區，位於該國中南部利馬大區的奧永省，始建於1953年3月27日，面積227.2平方公里，海拔高度3,100米，2005年人口923，人口密度每平方公里4.1人。